# Salmento
Salmento är en sjö i Finland. Den ligger i kommunen Fredrikshamn i landskapet Kymmenedalen, i den södra delen av landet, 140 km öster om huvudstaden Helsingfors. Salmento ligger 32,4 meter över havet. Arean är 63,1 hektar och strandlinjen är 10,39 kilometer lång. Sjön  ingår i Vehkajokis huvudavrinningsområde.   I omgivningarna runt Salmento växer i huvudsak blandskog.